# Christian de l’Aumône
Christian de l’Aumône (* unbekannt; † 27. Juli 1145 in der Abtei von l’Aumône bei La Colombe im heutigen Département Loir-et-Cher) ist ein Heiliger der katholischen Kirche.

## Leben
Christian de l’Aumône war zunächst Einsiedler bei Le Mans. Doch seine eigentliche Berufung war der Orden der Zisterzienser und so trat er in die Zisterzienserabtei von l’Aumône bei La Colombe ein.
In diesem Kloster starb der heilige Christian im Stande eines Mystikers am 27. Juli 1145. Die katholische Kirche feiert den Gedenktag von Christian de l’Aumône am 27. Juli.